# Delfan (Verwaltungsbezirk)
Delfan (persisch شهرستان دلفان) ist ein Schahrestan in der Provinz Luristan im Iran. Er enthält die Stadt Nurabad, welche die Hauptstadt des Verwaltungsbezirks ist.

## Kreise
- Zentral (بخش مرکزی)
- Kakawand (بخش کاکاوند)

## Demografie
Bei der Volkszählung 2016 betrug die Einwohnerzahl des Schahrestan 143.973. Die Alphabetisierung lag bei 77 Prozent der Bevölkerung. Knapp 46 Prozent der Bevölkerung lebten in urbanen Regionen. Die Mehrheit der Einwohner sind Kurden. 
| Zensusjahr | Einwohnerzahl |
| ---------- | ------------- |
| 2011       | 144.161       |
| 2016       | 143.973       |